# Pissonotus basalis
Pissonotus basalis är en insektsart som beskrevs av Van Duzee 1897. Pissonotus basalis ingår i släktet Pissonotus och familjen sporrstritar. Inga underarter finns listade i Catalogue of Life.